# 旋轉式溫度計
旋轉式溫度計，又稱轉動式溫度計，多是圓形，由兩種不同的金屬（如銅和鐵），做成複合金屬片。當室溫升高時，由於不同金屬都有不同的膨胀程度，複合金屬片便會向一個方向地卷曲，卷曲時便會將複合金屬片上的指針轉動，拉動指針，利用彎曲的程度決定溫度，加上溫度計上的溫標，便可以展示溫度。